# Republik Katalonien
Eine Republik Katalonien (katalanisch República Catalana, aranesisch Republica Catalana, auch Katalanische Republik) bzw. ein Katalanischer Staat ist das erklärte Ziel katalanischer Unabhängigkeitsbefürworter. In der Geschichte Kataloniens gab es zu keiner Zeit Perioden einer vollständigen politischen Unabhängigkeit; tatsächlich bestanden nur sehr kurzfristige, meist rein deklarative Etappen, in denen eine tatsächliche Republik bestand.

## Historischer Überblick
Katalanische Republik (1641)Proklamierter unabhängiger Staat, der kurz darauf in das Königreich Frankreich eingegliedert wurde.
Katalanischer Staat (1873)Gliedstaat innerhalb der Ersten Spanischen Republik.
Katalanische Republik (1931)Proklamierter Staat, der im Vorgriff auf die bevorstehende Gründung einer spanischen Republik erklärt wurde, innerhalb weniger Tage jedoch freiwillig zu einem autonomen Gebiet innerhalb der Zweiten Spanischen Republik erklärt wurde.
Katalanischer Staat (1934)Proklamierter „katalanischer Staat in der spanischen Bundesrepublik“, der während der gescheiterten Revolution von 1934 ausgerufen wurde.
Katalanische Republik (2017)Am 27. Oktober 2017 ausgerufene „Republik“ in den Grenzen der Autonomen Region Katalonien, die von der internationalen Gemeinschaft sowie vom spanischen Staat nicht anerkannt wurde (siehe Katalonien-Krise). Die spanische Regierung hat sowohl das vorangegangene Referendum vom 1. Oktober 2017 als auch die Unabhängigkeitserklärung für verfassungswidrig erklärt. Sie reagierte mit der Absetzung der katalanischen Regionalregierung und des Regionalparlaments sowie der Ansetzung von Neuwahlen für den 21. Dezember 2017, gestützt auf Artikel 155 der spanischen Verfassung, nach welchem eine autonome Region unter Zwangsverwaltung gestellt werden kann. Vor dem spanischen Verfassungsgericht erklärte die Präsidentin des katalanischen Parlaments, die Unabhängigkeitserklärung sei nur von „symbolischer“ und „deklarativer“ Natur und ohne jede Rechtsfolge gewesen. Die katalanische Regierung setze sich jedoch innerhalb des Gesetzes für eine unabhängige Republik ein.